# Cementerio de la Ciudad Abierta
El Cementerio de la Ciudad Abierta es una construcción arquitectónica situada en la Ciudad Abierta, comenzó a construirse en 1976, y fue concluido en el año 2002. Forma un conjunto unitario junto a la Capilla y el Anfiteatro de la Ciudad Abierta. Está construido mayormente en ladrillo fiscal. En ella se encuentran las tumbas de varios arquitectos, artistas y personajes involucrados con la Escuela de Valparaíso.

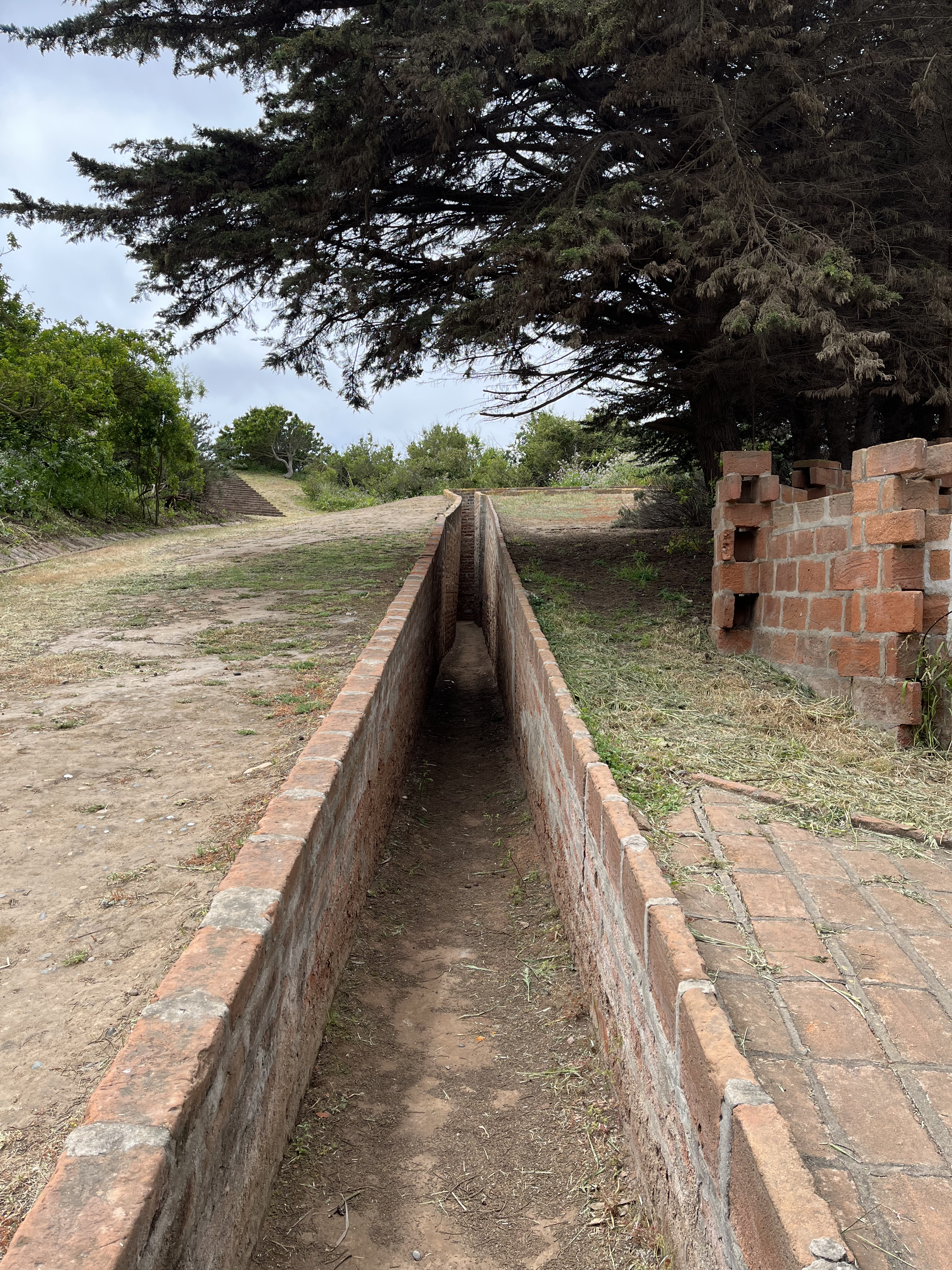
Acceso a tumba del cementerio de Ciudad Abierta (Ritoque).